# Дмитриев, Пётр Дмитриевич (пехотинец)
Пётр Дмитриевич Дмитриев (1912—1982) — капитан 29.12.1944) Советской Армии, участник Великой Отечественной войны, Герой Советского Союза (1945).

## Биография
Пётр Дмитриев родился 12 июля 1912 года в деревне Петрово (ныне — Удомельский район Тверской области) в крестьянской семье. Окончил неполную среднюю школу, после чего работал шорником в совхозе. В 1934 году Дмитриев был призван на службу в Рабоче-крестьянскую Красную Армию. В 1938 году он окончил курсы младших лейтенантов во Пскове. Участвовал в советско-финской войне. С июля 1941 года — на фронтах Великой Отечественной войны. В 1944 году он окончил курсы усовершенствования командного состава. В боях два раза был ранен. К январю 1945 года капитан Пётр Дмитриев командовал ротой 212-го стрелкового полка 49-й стрелковой дивизии 33-й армии 1-го Белорусского фронта. Отличился во время освобождения Польши.
14 января 1945 года в ходе наступления 49-й дивизии с Пулавского плацдарма рота Дмитриева прорвалась во вражеские траншеи в районе посёлка Бабин в 20 километрах к юго-западу от Пулавы. Она прорвала две линии вражеской обороны и выбила противника и трёх населённых пунктов, нанеся противнику большой урон. В одном из последующих боёв Дмитриев получил тяжёлое ранение и был эвакуирован в госпиталь.
Указом Президиума Верховного Совета СССР от 27 февраля 1945 года за «мужество и героизм, проявленные при форсировании Вислы и удержании плацдарма на её западном берегу», капитан Пётр Дмитриев был удостоен высокого звания Героя Советского Союза с вручением ордена Ленина и медали «Золотая Звезда» за номером 7602.
В 1946 году в звании капитана Дмитриев был уволен в запас. Проживал в Москве. После окончания Высшей кооперативной школы работал в Центросоюзе. Умер 17 июля 1982 года, похоронен на Кузьминском кладбище Москвы.
Был также награждён рядом медалей.